# Guerre bagaudiche
Le guerre bagaudiche furono un insieme di campagne militari e rivolte che videro contrapposti l'Impero romano (dal 395 la sua parte occidentale) e bande di ribelli che esercitavano continue azioni di guerriglia e di brigantaggio allo scopo di ottenere l'indipendenza dalla declinante autorità del governo centrale, reso estremamente impopolare dalla pesante tassazione.
Tali bande risultavano principalmente composte dalla popolazione della Gallia o dell'Hispania cui però sovente si univano schiavi, gladiatori e, non di rado, specialmente nel V secolo, popolazioni barbariche come gli Unni o i Vandali.
In origine, i primi capi dei Bagaudi come Amando ed Eliano attuarono una strategia di guerriglia e azioni brigantesche privilegiando il saccheggio di grandi ville, il rapimento dei patrizi a scopo di ottenere un riscatto e imboscate ai danni di piccoli contingenti romani.
Ben presto, però, lo scontro aumentò di intensità e, nel V secolo, si accesero rivolte indipendentiste in cui le popolazioni locali giunsero a chiamare in proprio aiuto popolazioni barbariche allo scopo di cacciare i Romani.
Tra queste rivolte si ricordano quelle di Timastione ed Eudossio in Gallia, che giunsero a chiedere il supporto di Attila; un simile comportamento fu tenuto dai Bagaudi ispanici che giunsero nel 449 ad allearsi con i Suebi di Rechiaro e in Africa con fuorilegge (a cui si aggiunsero i nativi Mauri e gli eretici donatisti) che appoggiarono la conquista dell'intero Nord Africa occidentale dei Vandali di Genserico.

## Fonti
Le guerre e le rivolte bagaudiche si svolsero nel periodo della decadenza dell'Impero Romano e sono scarsamente documentate dai cronisti, visto la poca gloria che derivava dallo sconfiggere questi rivoltosi. La principale fonte è l'Historia Augusta, che è però, piuttosto inaffidabile e partigiana. Altre fonti sono le opere panegiriche scritte dai panegiristi dei condottieri: ad esempio, i panegirici anonimi di Massimiano, Eusebio di Cesarea per quanto riguarda Costantino, i poeti Claudiano e Merobaude per le operazioni condotte da Ezio e Stilicone. Inoltre ci sono alcune lacunose notizie riferite dagli storici bizantini e medievali, che però non approfondiscono molto l'argomento: infatti, per un condottiero romano, battere dei cenciosi e improvvisati soldati non doveva costituire un evento di grande prestigio, mentre le sconfitte, a causa della vergogna provata, spesso non vengono nemmeno narrate dai romani.
Per questo, le notizie su tali guerre sono scarse e frammentarie, e le nostre fonti non ci permettono di delineare con precisione il contesto e lo svolgimento in dettaglio delle operazioni. Gli storici si limitano a formulare ipotesi per quanto riguarda le principali rivolte, e per questo si può dare solo una ricostruzione sommaria di tutto ciò. Le prime campagne e quelle di Ezio sono le più documentate, ma sono tutte galliche mentre le rivolte in Spagna sono piuttosto sconosciute, mentre di quelle in Africa non sappiamo proprio niente. Sappiamo che il movimento nacque intorno al 280, ma non sappiamo di preciso né le motivazioni né le circostanze della fondazione. Sappiamo che a fondare il movimento furono più che altro due capi briganti di cui abbiamo alcune notizie, ossia Amando ed Eliano: i due costituirono una specie di comunità brigantesca nelle Alpi, dove assalivano i mercanti e imponevano tributi per passare indenni, e spesso assalivano e rendevano impossibile la marcia anche ai legionari. Come se non bastasse divennero una piaga tale da innescare le prime rappresaglie quando a loro si unirono i mai domi indipendentisti gallici, e in breve il movimento si diffuse in Spagna e in Africa. Ciò causò, alla lunga, anche un continuo stato di guerra che rendeva difficoltoso il mantenimento dell'ordine di un movimento che si sarebbe, ben presto, espanso anche in Armorica e in Britannia, dove avrebbe condotto a personaggi pseudo-storici come Vortigern e Artù

## Campagne militari (280-460)

### Campagne in Gallia

#### Prime campagne (280-290)
Sulle prime guerre, grazie al fatto che furono teatro di importanti avvenimenti in Gallia nei quali i bagaudi vennero coinvolti, siamo più informati rispetto alle altre fonti. Dall'Historia Augusta sappiamo, ad esempio, che le prime campagne militari si svolsero nei passi alpini e nella Gallia del Sud, e che videro coinvolti l'imperatore Probo e gli usurpatori Bonoso e Proculo che, secondo le fonti, fruirono del sostegno dei bagaudi, dove il secondo, addirittura, si rifugiò finendo però tradito e assassinato. Per le campagne di Massimiano e di Costanzo Cloro abbiamo inoltre un panegirico anonimo per il primo e l'opera di Eusebio di Cesarea per il secondo.

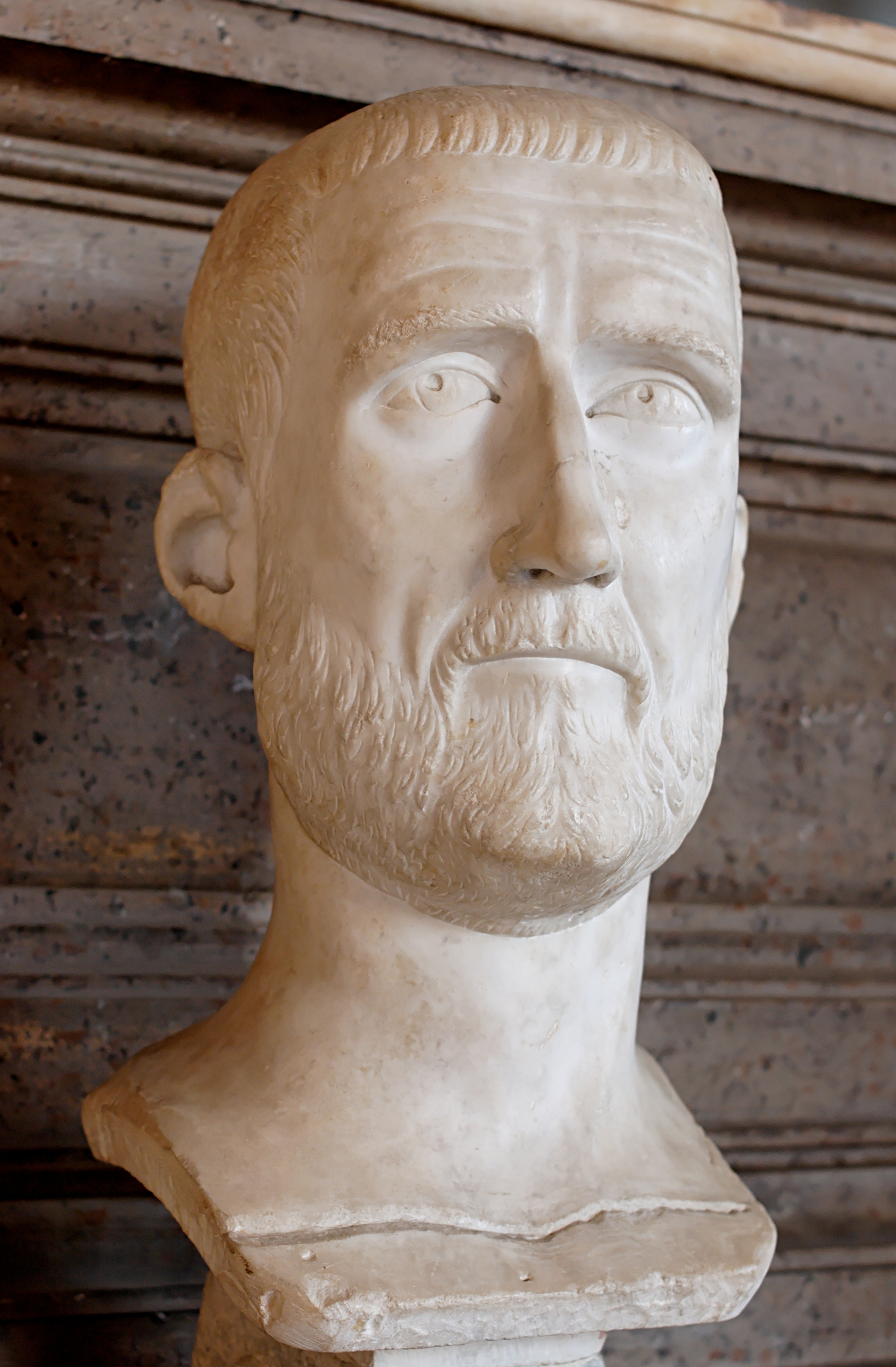
Probo, l'imperatore sotto il cui regno nacque l'opposizione bagaudica

280In quest'anno, l'Historia Augusta dice che "Amando ed Eliano, capi briganti, si allearono con il tiranno Proculo". Era infatti accaduto che in Gallia il generale Proculo, dopo aver stretto delle alleanze con i Franchi Camavi, si fosse fatto eleggere imperatore per sconfiggere il rivale Probo. A quel tempo, sulle Alpi, Amando ed Eliano stavano costruendo le fondamenta per il proprio potere sulla regione, attaccando alcune coorti romane che vennero sconfitte da una turba di briganti attorno a giugno. Quando Probo attraversò le Alpi per combattere Proculo, le sue legioni vennero rallentate da un cruento scontro con i briganti, che vennero respinti e costretti alla ritirata. Dopo la sconfitta Proculo si rifugiò presso i Bagaudi, ma venne ucciso. Intanto si hanno notizie di saccheggi ed estorsioni ai danni di ville senatorie.
281Dopo la sconfitta e l'uccisione del secondo usurpatore, Bonoso, Probo ritenne necessario affidare a una legione il compito di porre fine ai saccheggi e alle estorsioni. Amando ed Eliano vennero sconfitti e un'intera tribù bagaudica venne deportata e sterminata. Le Alpi vennero ripulite, ma sappiamo poco di queste operazioni di rastrellamento e di polizia; la liberazione degli ostaggi senatori e di parte del bottino fu ritenuta sufficiente. In una scaramuccia, però, Amando ed Eliano sconfissero delle truppe romane: vi è un accenno a ciò da parte dell'Historia, "Una grave sconfitta segnò la truppa, avvenuta per mano di Amando ed Eliano."
282All'inizio dell'anno, Probo fu assassinato e al suo posto furono eletti imperatori Marco Aurelio Caro e i figli Carino e Numeriano. Caro era ben deciso ad intervenire e affidò al generale Massimiano l'incarico di sconfiggere definitivamente i bagaudi. Della campagna sappiamo che Massimiano adempì al proprio compito costringendo Amando ed Eliano a ritirarsi nell'interno. Carino, che si occupava dell'Occidente, lodò Massenzio e il compagno d'armi, l'Illirico Diocleziano, ma sospese la campagna. Amando riprese i ricatti e le estorsioni, mentre Eliano avrebbe condotto una razzia contro una ricca villa che sarebbe stata incendiata.
283Con la scomparsa di Caro e Numeriano, morti nella campagna militare contro i Sassanidi nello stesso anno, Carino divenne unico imperatore, ma non prese molti provvedimenti contro il pericolo bagaudo a parte alcune operazioni di rastrellamento da parte di Massimiano. Intanto, però, Amando ed Eliano stavano ingrossando le proprie file grazie ai molti indipendentisti gallici. La rivolta assunse le conformazioni di una vera guerra, che il generale Massimiano condusse con l'uccisione dei capi bagaudi del sud.
284Carino autorizzò Massimiano ad agire contro i Bagaudi, ma la campagna fu, a quanto sembra, piuttosto inutile, visto che una volta sconfitti i Bagaudi gli eserciti rientravano alla base lasciando i Bagaudi stessi liberi di tornare nei loro territori. Il commercio oltralpe ne risentì, e le operazioni di rastrellamento furono stavolta più dure, con l'uccisione di un tale Rato, capo delle tribù del sud, e lo sterminio di 5000 bagaudi. Massimiano però si ritirò, lasciando nuovamente i territori ai Bagaudi.
285Diocleziano si dichiara imperatore e sconfitto Carino, decide di elevare a proprio Cesare Massimiano. Diocleziano era convinto che bisognasse agire risolutamente contro i Bagaudi e preparò una campagna militare che affidò a Massimiano: il nuovo Cesare ebbe a disposizione ben due legioni per estirpare i Bagaudi. La prima azione fu l'avanzata nell'odierna Borgogna, dove il panegirico di Massimiano afferma che batté i barbari con la durezza e l'indulgenza; stavolta l'azione fu efficace, e Amando ed Eliano vennero sconfitti in una grande battaglia presso l'attuale Nancy. Nonostante ciò, Massimiano fu piuttosto clemente e concesse ad alcune tribù di vivere pacificamente. Intanto, Amando ed Eliano si divisero, e Massimiano si inoltrò nelle Alpi, dove con la cavalleria stanò e uccise Eliano. Amando si ritirò nell'inverno, ma Massimiano lo inseguì e lo catturò per poi farlo decapitare. La vittoria fu resa più completa dall'occupazione da parte di pacifici coloni dei territori lasciati dai Bagaudi; i pochi superstiti chiamarono allora le tribù dei Franchi e degli Alamanni, ma Massimiano le affrontò e le sconfisse a Magonza, che fu riconquistata ed a Colonia che venne rioccupata. L'intera Gallia era oramai pacificata, o almeno così credeva Massimiano.
286Per quest'anno le poche tribù restanti dei Bagaudi vennero disperse e costrette ad arrendersi, e i pochi bagaudi rimasti si unirono ai pirati Sassoni che infestavano la costa. Infatti alcuni di loro vennero catturati dal prefetto della flotta Carausio, che batté i pirati e ne rastrellò le coste. Nelle Alpi Massimiano si limitò ad alcune operazioni di polizia contro piccole bande ancora in libertà nell'ambito dei fatti della Rivolta di Carausio.
287Massimiano si occupò della rivolta di Carausio, chiamando in causa Diocleziano e scegliendo un Cesare da affiancarsi, e lo scelse in Costanzo Cloro. Quest'ultimo respinse i Germani e catturò le restanti tribù bagaudiche. Ci fu anche una scaramuccia tra Bagaudi e la cavalleria romana.

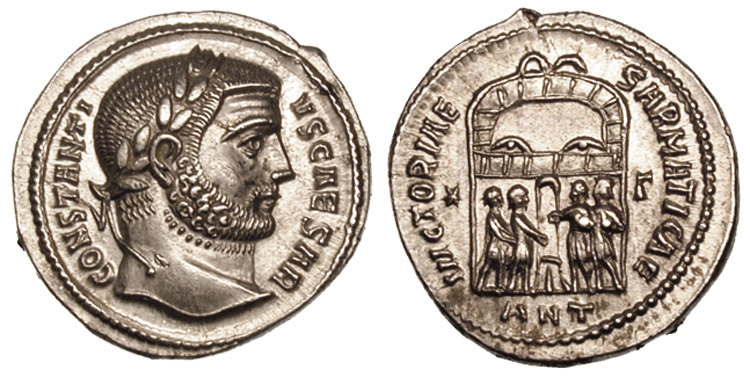
Moneta di Costanzo Cloro.

288Costanzo Cloro respinse i Germani, ma proprio in quel momento i bagaudi si installarono in Armorica, causando dei disordini. Cloro intervenne e sedò la rivolta, inseguendo e distruggendo i bagaudi in un terribile scontro nell'odierna Bretagna presso Quiberon. Intanto la guerra contro Carausio culminava con le vittorie di quest'ultimo sulla spedizione preparata da Massimano mentre Cloro respingeva i Franchi, i Menapi e i Sassoni alleati di Carausio.
289Dopo alcuni disordini, il prefetto Giulio Asclepiodoto intervenne in Aquitania. Poi, sedata la rivolta, si occupò di alcune bande di predoni, rapidamente sconfitte. Un certo Manapo, allora, cominciò a radunare bagaudi per approfittare della guerra civile e della conquista della Gallia costiera da parte di Carausio. L'Historia Augusta riferisce che "briganti e schiavi si unirono, e i gladiatori ribelli attaccarono alcuni romani uccidendoli scatenando l'ira del prefetto Giulio Asclepiodoto"
290La rivolta di Menapo dilaga, e Asclepiodoto interviene duramente, organizzando ben tre coorti per intercettare le bande dei ribelli. Menapo allora assalì Lione, ma venne messo facilmente in rotta. Poi Asclepiodoto invase la Borgogna e l'arco Alpino, sconfiggendo Menapo presso Ginevra. Non sappiamo nulla della campagna finale che vide la morte per decapitazione di Menapo, tranne che ci furono molti combattimenti anche cruenti tra romani e ribelli. Con la morte di Menapo, le rivolte finirono e, per lungo tempo non ci furono altro che piccoli scontri.

#### Campagne di Costanzo (297-305)
Dopo la morte di Menapo, i bagaudi sembrarono essere debellati definitivamente, e per lungo tempo non ci furono più grandi rivolte come quelle di Amando, Eliano e Menapo, anche se bande di briganti bene organizzate cominciarono a operare dopo la caduta del successore di Carausio, Alletto, per mano dello stesso Asclepiodoto che si era distinto durante la guerra contro Menapo. Dopo la fine della rivolta, Massimiano, che ormai delegava a Cloro le operazioni militari, si occupò dell'Africa. Cloro affrontò quindi le invasioni barbariche, mentre il figlio Costantino era in Oriente contro l'usurpatore Domizio. Eusebio di Cesarea ci tiene informati sulle gesta di Cloro per nobilitare le origini guerriere di Costantino, quindi abbiamo una fonte stabile. Nonostante ciò, le notizie sono comunque lacunose.

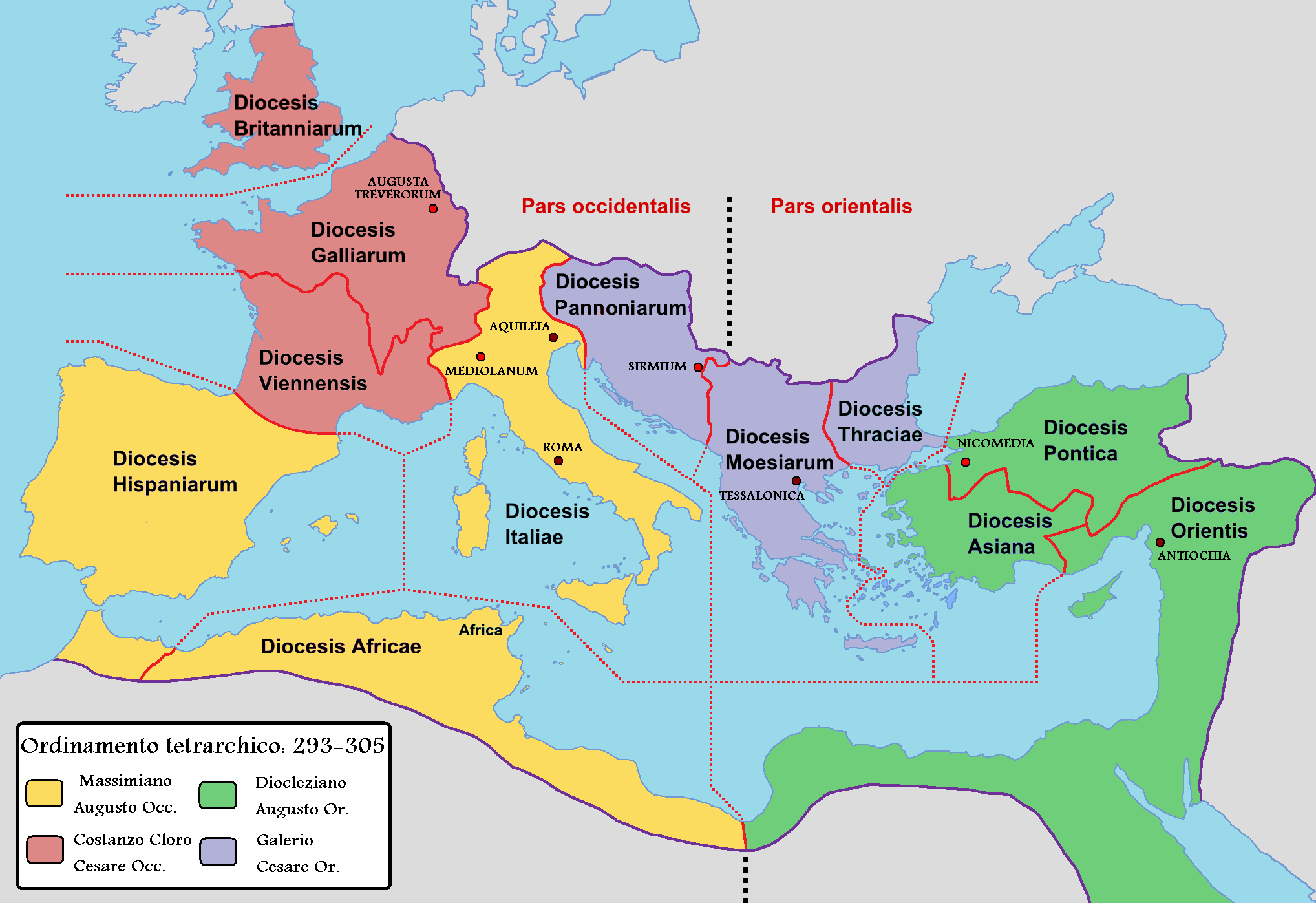
La tetrarchia ai tempi di Costanzo Cloro.

297Costanzo Cloro dovette affrontare una nuova serie di violenze sulle Alpi in Gallia. Dopo aver spazzato via l'ennesima invasione germanica, Costanzo decise di affidare alla Ventiduesima Legione il compito di rastrellare le campagne. Alcune bande vennero facilmente eliminate, ma i bagaudi continuarono con una guerriglia esasperante che portò alla sospensione dell'operazione in vista di una nuova invasione.
298Le operazioni ripresero e i bagaudi vennero rastrellati senza pietà. La gravità della situazione li portò a scegliere come capo un tale che l'Historia Augusta nomina solo perché morto in uno scontro, tale Attio. Costui però morì in una scaramuccia, e i bagaudi decisero allora di sospendere le azioni di razzia; ma Costanzo era intenzionato a spazzare via l'opposizione, e i bagaudi vennero quindi costretti ad arrendersi.
299L'Armorica fu teatro di un continuo brigantaggio e di disordini rapidamente sedati dai romani. In quest'occasione, i Franchi sarebbero stati chiamati nuovamente dai bagaudi, ma Costanzo li respinse al di là del Reno. Alla fine dell'anno la repressione raggiunse il suo apice con lo sterminio di 4000 bagaudi.
300Il figlio di Costanzo Cloro, Costantino, tornato dall'Oriente si occupò di alcune operazioni di rastrellamento contro i rivoltosi dell'Armorica che avevano eletto a loro capo tale Amando perché aveva il nome del fondatore del movimento. Amando riuscì a massacrare due coorti romane, e, spinto dal successo, attaccò l'esercito regolare. Costantino lo sconfisse, per poi tornare in Oriente. La campagna militare venne portata a termine da Costanzo, che attaccò Amando presso Quiberon: Amando morì nello scontro, e per l'inverno i disorganizzati rivoltosi vennero rastrellati da alcune coorti.
301In Armorica, tale Germano guidò una nuova rivolta, ma venne ucciso e la rivolta fallì. L'Historia Augusta ed Eusebio di Cesarea riferiscono di piccole scaramucce senza alcuna importanza e di un grande scontro nelle Alpi: sembra che i Bagaudi avessero sorpreso una coorte di cavalleria, che però li sterminò e catturò il loro capo Timasto. La vittoria pose termine alla rivolta nelle Alpi, mentre nei Pirenei e in Aquitania i Bagaudi insorgevano nuovamente.
302Sedata la rivolta in Aquitania, Costanzo si trasferì in Britannia mentre il movimento bagaudico perse sostenitori in seguito alla cattura di ben trentanove capi. Con la rivolta finita, alcuni bagaudi si trasferirono in Spagna. Intanto, in Armorica si preparava una nuova rivolta, ma venne sedata dallo stesso Cloro che fece uccidere undici capi catturati in seguito a uno scontro.
303Costanzo sedò le ultime rivolte, poi si dedicò alla ricostruzione di alcune ville saccheggiate. Sulle Alpi, la rivolta dilagava nuovamente, ma Costanzo agì velocemente distruggendo le bande nemiche in mezzo mese di duri scontri e ben sette mesi di continui rastrellamenti. Una scaramuccia vide anche la morte di un certo Germano, fratello del capo della rivolta in Armorica di due anni prima. Con la sua morte i bagaudi si ritirarono.
304Per l'anno non avvenne niente di eclatante tranne alcune vittorie sulle bande di predoni nemiche, sorprese mentre attaccavano una villa. Alcuni gladiatori si unirono ai ribelli, ma vennero sorpresi e sterminati in inverno. Costanzo Cloro terminò la campagna e rivolse la propria attenzione all'Aquitania.
305Inizia la guerra civile romana (306-324) e un periodo di pace che durerà fino al 337.

#### Campagne dei Costantinidi (337-363)
Le campagne che si verificarono tra la morte di Costantino e quella di Giuliano sono piuttosto importanti, soprattutto quella condotta da Germano, omonimo dei due fratelli armoricani della rivolta del 301-303, che durò ben sette anni, tra il 350 e il 357 e che fu repressa solo a fatica dall'imperatore Giuliano. Questo periodo è quello su cui siamo però meno informati, se si esclude le vittorie di Giuliano. Germano sembrò approfittare delle invasioni e della guerra civile romana (350-353).

#### Rivolte dei Bagaudi nel V secolo
Il vescovo di Marsiglia Salviano, scrivendo intorno al 440, attribuisce le sollevazioni dei Bagaudi nella Gallia e nella Tarraconense, avvenute nel V secolo, all'oppressione fiscale:
... Il risultato è che quelli che non si sono rifugiati presso i barbari sono ora costretti ad essere essi stessi barbari; e questo e il caso della gran parte degli ispanici, di non piccola proporzione della Gallia e ... tutti coloro nel mondo romano la cui cittadinanza romana è stata portata al nulla dall'estorsione romana.

6. Devo ora parlare dei Bagaudi, che, spogliati, afflitti, e assassinati da magistrati malvagi e assetati di sangue, dopo aver perso i diritti di romani, cittadini, persero anche l'onore del nome romano. Noi trasformiamo le loro sventure in crimine, ... chiamiamo questi uomini ribelli..., i quali noi stessi li abbiamo costretti al crimine. Per quali altre cause loro vennero resi Bagaudi se non per i nostri atti ingiusti, le malvagie decisioni dei magistrati, la proscrizione e l'estorsione di coloro che ...hanno reso le indizioni fiscali la propria opportunità per saccheggiare?

Come belve selvagge, invece di governare coloro posti sotto la loro autorità, gli ufficiali li hanno divorati, nutrendosi non solo dei loro possedimenti come farebbero ordinari briganti, ma persino della loro carne e del loro sangue...

Coloro che non avevano già prima raggiunto i Bagaudi sono ora costretti a raggiungerli. Le incredibili disgrazie che cadono sui poveri li spingono a diventare Bagaudi, ma la loro debolezza glielo impedisce...»
(Salviano, Il governo di Dio, V, 5-6.)
407Per ordine di Stilicone, il generale Saro fu inviato in Gallia con un esercito per reprimere l'usurpazione in Gallia, Spagna e Britannia di Costantino III. Dopo aver sconfitto e ucciso in battaglia Giustiniano, generale dell'usurpatore, e aver acquisito un grande bottino, Saro cinse d'assedio Valentia, dove si era rifugiato l'usurpatore stesso; la città era però ben fortificata e decisa a resistere. Nel frattempo il generale di Costantino III, Nevigaste, avendogli fatto offerte di pace, fu ricevuto come amico da Saro il quale però, in contrasto con i giuramenti fatti in precedenza, lo fece poi uccidere. Costantino III allora affidò il comando dei suoi eserciti al franco Edobico e al bretone Geronzio, il quale costrinsero Saro a levare l'assedio alla città dopo soli sette giorni di assedio, attaccandolo con tale successo che Saro riuscì a stento a salvarsi. Mentre cercava di attraversare le Alpi per riparare in Italia, Saro fu fermato dai Bagaudi, i quali gli permisero il passaggio solo se avesse ceduto loro tutto il bottino di guerra accumulato; Saro accettò e, cedendo tutto il bottino accumulato ai Bagaudi, poté riparare in Italia.
409Dopo che Costantino III inviò suo figlio Costante in Spagna, portando con sé Giusto come suo generale, Geronzio, insoddisfatto per la sostituzione (Geronzio era stato fino a quel momento generale delle truppe ispaniche) e avendo il favore dei soldati della zona, si ammutinò incitando i barbari in Gallia a rivoltarsi contro Costantino. Essendo Costantino non in grado di gestire la situazione, ed essendo la maggior parte del suo esercito in Spagna, i barbari oltre il Reno sferrarono incursioni così devastanti in ogni provincia da ridurre non solo i Britanni ma persino alcune province galliche alla necessità di rivoltarsi dall'Impero e vivere non più sotto le leggi romane ma sotto le proprie: i Britanni, dunque, presero le armi, e combatterono strenuamente fino a quando non ebbero liberato le proprie città dai barbari che le assediavano. In modo simile l'intera Armorica, con altre province della Gallia, espulse i magistrati e gli ufficiali romani decidendo di autogovernarsi.
417Per attestato del poema De reditu del letterato gallico Rutilio Namaziano, la rivolta dei Bagaudi nell'Armorica, che durava fin dal 409, fu repressa dal prefetto del pretorio delle Gallie Esuperanzio: in un brano del poema in questione, egli afferma che: "Exuperanzio ora sta insegnando al littoriale Armorico ad amare il ripristino della pace; egli ristabilisce le leggi, riporta la libertà e fa in modo che gli abitanti non debbano più sopportare di essere gli schiavi dei loro servi".
435In Gallia Ulteriore (Gallia a nord della Loira), i Bagaudi si rivoltarono eleggendo come capo un certo Tibattone.
437Ezio o i suoi subordinati (come Litorio) sedarono la rivolta dei Bagaudi in Gallia Ulteriore: il loro capo Tibattone venne catturato e parte dei ribelli fu massacrata.
441Il conte Asturio sedò una rivolta di Bagaudi nella Tarraconense.
443Il generale e poeta romano Merobaude sedò una nuova rivolta di Bagaudi (definiti "Aracellitani") nella Tarraconense.
448Ezio represse un'ulteriore insurrezione di Bagaudi in Armorica, condotti da Eudossio, di professione medico, il quale si rifugiò presso Attila re degli Unni.
449I Bagaudi della Tarraconense, di nuovo in rivolta, elessero come capo un certo Basilio e massacrarono mercenari barbari al servizio dell'Impero in una chiesa di Tarazona. In concerto con il nuovo re degli Svevi, Rechiaro, saccheggiarono poi la regione Cesareaugustana, espugnando la città di Lerida.
454Federico, fratello del re visigoto Teodorico, combattendo per conto di Roma, represse un'insurrezione dei Bagaudi nella Tarraconense.